# Kamloops Indian Reserve 1
Kamloops Indian Reserve 1 är ett reservat i Kanada.   Det ligger i provinsen British Columbia, i den södra delen av landet, 3 300 km väster om huvudstaden Ottawa.
I omgivningarna runt Kamloops Indian Reserve 1 växer i huvudsak barrskog. Runt Kamloops Indian Reserve 1 är det ganska tätbefolkat, med 248 invånare per kvadratkilometer.